# Cosmisoma scopipes
Cosmisoma scopipes är en skalbaggsart som först beskrevs av Johann Christoph Friedrich Klug 1825.  Cosmisoma scopipes ingår i släktet Cosmisoma och familjen långhorningar. Inga underarter finns listade i Catalogue of Life.